# Cyrte Investments
Cyrte Investments is een investeringsmaatschappij van Delta Lloyd Groep. Het was tot 19 juni 2007 een investeringsmaatschappij waarin grotendeels de financiële belangen van John de Mol werden behartigd. Sinds 1 maart 2006 opereerde het voormalige Talpa Capital onder de naam Cyrte Investments, waarbij Cyrte staat voor 'vaste waarde'. Cyrte is een TMT (telecom, media en technologie) fonds. John de Mol was met ca. 75% verreweg de grootste aandeelhouder van het fonds, terwijl NIB Capital ca. 25% bezat. Pensioenfonds Zorg en Welzijn wordt in de media vaak ten onrechte aandeelhouder van Cyrte genoemd, echter heeft zij slechts kapitaal ter beschikking gesteld voor Cyrte Fund I en bezit geen aandelen in Cyrte Investments, het management bedrijf. De overname van Endemol in 2007 viel onder Cyrte Fund II.

## Participaties
Cyrte heeft onder meer belangen in Jetix (10%), Ubisoft, RDF,Shed productions. Cyrte was voor 41,7% eigenaar van Versatel totdat dat belang in 2005 verkocht werd aan Tele2 en tot november 2004 had Cyrte een belang van ongeveer 22% in de Nederlandse sportwagenfabrikant Spyker Cars.

## Nieuw beleggingsfonds
Cyrte blijft beleggen in de TMT sector, en om professionele beleggers mee te laten profiteren van de expertise binnen dit gebied heeft het een fonds opgericht voor deze beleggers. Professionele investeerders mogen meedoen in het fonds dat 1 tot 1,5 miljard euro groot moet worden. Dit fonds investeert mondiaal in zowel beursgenoteerde als niet beursgenoteerd TMT bedrijven.

## Media-activiteiten
Cyrte Investments financiert voor een groot deel de media-activiteiten van John de Mol, die in het bedrijf Talpa Media zijn ondergebracht. Het bedrijf voorziet Talpa Media van rekeningcourant tot het moment dat het bedrijf zelf voldoende eigen vermogen aantrekt. Tevens financiert het diverse overnames in de mediasector.